# Range Rover SV Coupé

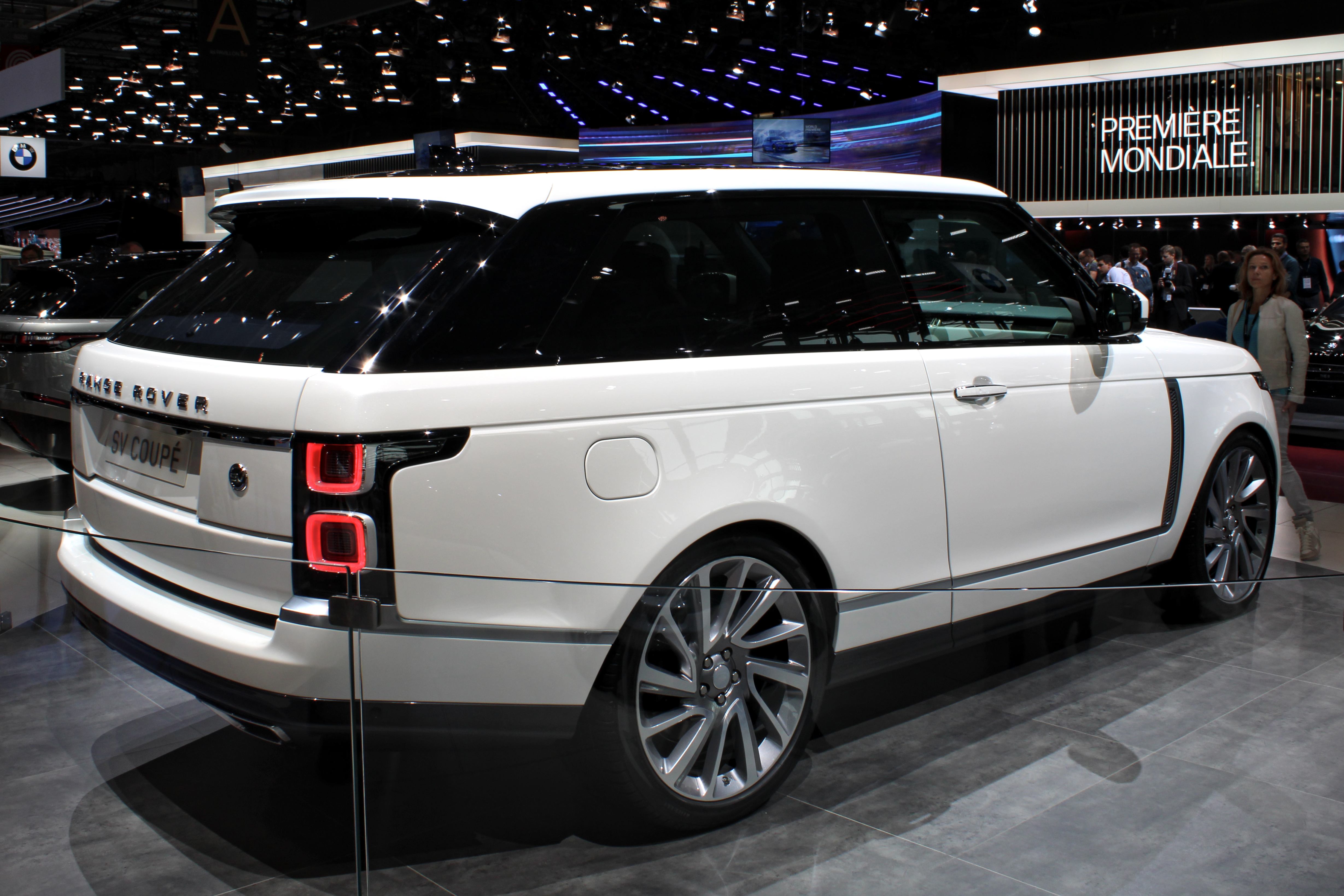
Heckansicht

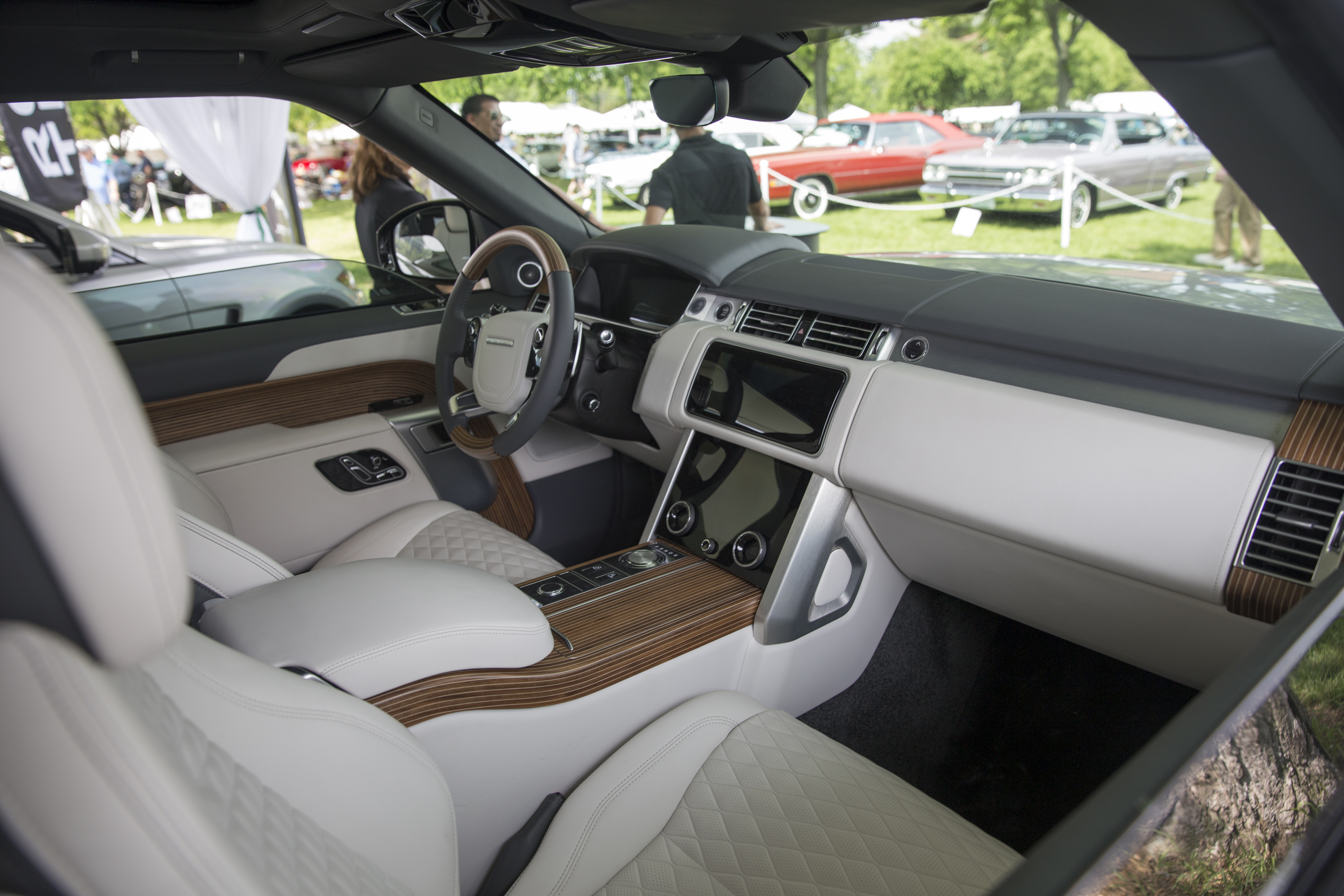
Innenansicht

Der Range Rover SV Coupé ist ein SUV-Coupé des britischen Geländewagenherstellers Land Rover.

## Hintergrund
Vorgestellt wurde das Fahrzeug im März 2018 im Rahmen des 88. Genfer Auto-Salons. Technisch baut das SUV-Coupé auf der vierten Range-Rover-Generation auf, hat im Gegensatz zu ihr aber keine Fondtüren. Den Dachverlauf übernimmt der Range Rover SV Coupé von der zweiten Generation des Range Rover Sport. Gebaut wurde der Wagen in Handarbeit bei Land Rovers Veredelungsabteilung Special Vehicle Operations (SVO). Das Fahrzeug sollte ursprünglich ab Dezember 2018 in einer auf 999 Exemplaren limitierten Auflage gebaut werden. Ende Januar 2019 gab der Hersteller jedoch bekannt, dass das Projekt aus wirtschaftlichen Gründen nicht realisiert werde.
Äußerlich ist der Range Rover SV Coupé eine Reminiszenz an die erste Generation des Range Rover, die ursprünglich als Dreitürer konzipiert wurde.

## Technische Daten
Angetrieben wird das SUV-Coupé vom aus dem Range Rover bekannten 416 kW (565 PS) starken Fünfliter-V8-Kompressor-Motor. Auf 100 km/h beschleunigt der Wagen in 5,3 Sekunden, die Höchstgeschwindigkeit gibt Land Rover mit 266 km/h an.
| Kenngrößen                                  | Range Rover SV Coupé              |
| Motorkenndaten                              |                                   |
| Motortyp                                    | V8-Ottomotor                      |
| Gemischaufbereitung                         | Saugrohreinspritzung              |
| Motoraufladung                              | Kompressor                        |
| Hubraum                                     | 4999 cm³                          |
| max. Leistung                               | 416 kW (565 PS) bei 6000–6500/min |
| max. Drehmoment                             | 700 Nm bei 3500–5000/min          |
| Kraftübertragung                            |                                   |
| Antrieb, serienmäßig                        | Allradantrieb                     |
| Getriebe, serienmäßig                       | 8-Gang-Automatikgetriebe          |
| Messwerte                                   |                                   |
| Höchstgeschwindigkeit                       | 266 km/h                          |
| Beschleunigung, 0–100 km/h                  | 5,3 s                             |
| Tankinhalt                                  | 104 l                             |
| Kraftstoffverbrauch auf 100 km (kombiniert) | 13,8 l Super                      |
| CO2-Emission (kombiniert)                   | 317 g/km                          |
| Abgasnorm nach EU-Klassifikation            | Euro 6                            |